# Havasi daravirág
A havasi daravirág (Draba aizoides) a káposztafélék (Brassicaceae) családjába tartozó daravirág (Draba) nemzetség egy faja. Nyugat-európai hegyvidékek mészkőszikláin, kőgörgetegein, öreg falakon csoportosan, párnát képezve található meg. Az alpesi sziklakertek kedvelt növénye.
5–15 cm magasra megnövő örökzöld, évelő növény. Levelei szálasak, tőrózsát alkotnak. Március-május környékén virágzik, az 5–7 mm széles, négyszirmú sárga virágok tömött, megnyúló fürtvirágzatot alkotnak. Termése elliptikus becőtermés.
Hasonlít rá az alpi daravirág (Draba alpina), melynek levelei szélesebbek.